# Município de Florence (condado de Williams, Ohio)
Localização do Ohio nos E.U.A.
O município de Florence (em inglês: Florence Township) é um município localizado no condado de Williams no estado estadounidense de Ohio. No ano de 2010 tinha uma população de 2026 habitantes e uma densidade populacional de 18,21 pessoas por km².

## Geografia
O município de Florence encontra-se localizado nas coordenadas 41° 33′ 54″ N, 84° 44′ 25″ O. Segundo a Departamento do Censo dos Estados Unidos, o município tem uma superfície total de 111.23 km², da qual 111,13 km² correspondem a terra firme e (0,09 %) 0,1 km² é água.

## Demografia
Segundo o censo de 2010, tinha 2026 pessoas residindo no município de Florence. A densidade populacional era de 18,21 hab./km².